# ارهارت ووندرلیش
ارهارت ووندرلیش (آلمانی: Erhard Wunderlich; ۱۴ دسامبر ۱۹۵۶ – ۴ اکتبر ۲۰۱۲) بازیکن هندبال اهل آلمان بود.
وی همچنین برندهٔ جوایزی همچون برگ بوی نقره‌ای شده‌است.
از باشگاه‌هایی که در آن بازی کرده‌است می‌توان به باشگاه فوتبال بارسلونا اشاره کرد.